# Khan Academy
Khan Academy er en non-profit uddannelses-organisation oprettet i 2008 af underviseren Salman "Sal" Khan med det formål at give en "gratis, verdensklasse-undervisning for alle, hvor som helst".
Organisationen producerer korte foredrag i form af YouTube-videoer. I tillæg til mikroforedrag indeholder organisationens hjemmeside praktiske øvelser og værktøjer for undervisere. Alle ressourcer er gratis til rådighed for alle i hele verden. Hjemmesidens hovedsprog er engelsk, men indholdet er også tilgængelige på andre sprog, inklusiv dansk (som bliver støttet af Lundbeckfonden). De danske videoer findes er samlet på kanalen KhanAcademyDansk, der især rummer videoer om matematik.